# 和田一郎 (サッカー指導者)
和田 一郎（わだ いちろう、1974年1月31日 - ）は、東京都出身のサッカー指導者。

## 来歴
筑波大学大学院修了後の2000年から日本サッカー協会で各年代の日本代表のテクニカルスタッフやアシスタントコーチを歴任。「分析のプロ」としてFIFAワールドカップには2002年の日韓大会から2014年のブラジル大会まで4大会連続で分析スタッフ、アシスタントコーチとして関わった。代表合宿では、紅白戦で人数が足りないポジションに入ってプレーすることもあった。
2015年、ガンバ大阪のアシスタントコーチに就任した。
2017年、U-20サッカー日本代表のコーチに就任した。
2020年1月8日、ナショナルコーチングスタッフを退任し、名古屋グランパスのコーチに就任。
2022年12月30日、東京ヴェルディのコーチに就任。

## 資格
- 2004年 - JFAサッカーC級コーチライセンス取得
- 2005年 - JFAサッカーB級コーチライセンス取得
- 2007年 - JFAサッカーA級コーチライセンス取得
- 2015年 - AFCプロ・ディプロマコーチライセンス（AFCが定める最上位の指導者ライセンス）取得

(JFAサッカーS級コーチライセンス同等に日本での監督業、またアジアでの監督業が認められる資格である)

## 学歴
- 1987年 - 1989年 成立学園中学校[7]
- 1990年 - 1992年 東京都立城東高等学校
- 1993年 - 1996年 青山学院大学
- 1997年 - 2000年 筑波大学大学院[8]

## 指導歴
- 2000年 - 2014年 日本サッカー協会 各日本代表テクニカルスタッフ[1]
  - 2001年 FIFA U-17世界選手権 U-17 日本代表担当
  - 2002年 日韓ワールドカップ 日本代表担当
  - 2003年 FIFA コンフェデレーションズカップ フランス 日本代表担当
  - 2004年 アテネオリンピック U-23 日本代表担当
  - 2005年 FIFA コンフェデレーションズカップ ドイツ 日本代表担当
  - 2006年 ドイツワールドカップ 日本代表担当
  - 2005年 - 2006年 日本サッカー協会 ナショナルトレセンコーチ
  - 2010年 南アフリカワールドカップ 日本代表担当
  - 2010年 - 2014年 日本代表アシスタントコーチ
- 2015年 - 2017年 ガンバ大阪
  - 2015年 アシスタントコーチ
  - 2016年 - 2017年 ヘッドコーチ
- 2017年 - 2020年 日本サッカー協会 各日本代表テクニカルスタッフ
  - 2017年 - 2020年 東京2020オリンピック 日本代表コーチ
  - 2018年 ロシアワールドカップ 日本代表テクニカルスタッフ
- 2020年 - 2022年 名古屋グランパスコーチ
- 2023年 - 東京ヴェルディ
  - 2023年 コーチ
  - 2024年 - ヘッドコーチ